# Салинеле (Бриндизи)
Салинеле (итал. Salinelle) је насеље у Италији у округу Бриндизи, региону Апулија.
Према процени из 2011. у насељу је живело 67 становника. Насеље се налази на надморској висини од 88 м.